# Kielno (gromada)
Kielno – dawna gromada, czyli najmniejsza jednostka podziału terytorialnego Polskiej Rzeczypospolitej Ludowej w latach 1954–1972.
Gromady, z gromadzkimi radami narodowymi (GRN) jako organami władzy najniższego stopnia na wsi, funkcjonowały od reformy reorganizującej administrację wiejską przeprowadzonej jesienią 1954 do momentu ich zniesienia z dniem 1 stycznia 1973, tym samym wypierając organizację gminną w latach 1954–1972.
Gromadę Kielno z siedzibą GRN w Kielnie utworzono – jako jedną z 8759 gromad na obszarze Polski – w powiecie wejherowskim w woj. gdańskim na mocy uchwały nr 26/III/54 WRN w Gdańsku z dnia 5 października 1954. W skład jednostki weszły obszary dotychczasowych gromad Kielno i Dobrzewino ze zniesionej gminy Chwaszczyno w powiecie wejherowskim, ponadto obszar dotychczasowej gromady Warzno (bez miejscowości Warzenko i Miszewko) ze zniesionej gminy Banino oraz miejscowości Leśno i Kopaniewo z dotychczasowej gromady Kłosówko ze zniesionej gminy Przodkowo w powiecie kartuskim – w tymże województwie. Dla gromady ustalono 18 członków gromadzkiej rady narodowej.
1 stycznia 1962 do gromady Kielno włączono miejscowości Koleczkowo, Sarnia Góra, Bieszkówko, Bojan, Głodowo, Czarna Góra, Świni Rów i Kaska Dąbrowa ze zniesionej gromady Koleczkowo w tymże powiecie.
Gromada przetrwała do końca 1972 roku, czyli do kolejnej reformy gminnej. 1 stycznia 1973 w powiecie wejherowskim utworzono gminę Kielno.